# Ten Five in the Grass
Ten Five in the Grass (deutsch Lasso im Gras) ist ein US-amerikanischer Kurzfilm von Kevin Jerome Everson aus dem Jahr 2012. Weltpremiere war am 30. April 2012 bei den Internationalen Kurzfilmtagen in Oberhausen.

## Handlung
Schwarze Cowboys und Cowgirls bereiten sich auf ein Rodeo vor – es gilt Kälber einzufangen.

## Kritiken
„Mittels einer täuschend einfachen, aber sehr genau beobachteten Serie langer Einstellungen entdeckt Kevin Jerome Everson die Welt der echten Cowboys – keine überlebensgroßen mythischen Figuren, sondern ganz normale Afroamerikaner, die sich völlig dem Rodeo verschrieben haben. Es hat etwas wirklich Überraschendes zu sehen, wie das weiße amerikanische Bild des Cowboys hier zum fröhlichen Freizeitvergnügen junger Afroamerikaner wird. Ein sehr bewegendes Portrait, das einem der stärksten romantischen Archetypen eine neue kulturelle Identität verleiht.“

## Auszeichnungen
Internationale Kurzfilmtage Oberhausen 2012
- Hauptpreis